# Charles Cadogan (8e comte Cadogan)
Pour les articles homonymes, voir Cadogan.
Charles Gerald John Cadogan, 8e comte Cadogan (né le 24 mars 1937 et mort le 11 juin 2023), titré vicomte Chelsea jusqu'en 1997, est un pair et propriétaire terrien milliardaire britannique. 
Il est un cousin germain de l'Aga Khan IV, chef spirituel de la secte ismaélienne des musulmans chiites.

## Biographie
Charles Cadogan est le fils de William Cadogan, 7e comte Cadogan et Primrose Lilian Yarde-Buller, et est connu sous le nom de vicomte Chelsea avant d'hériter du titre de comte Cadogan à la mort de son père le 4 juillet 1997. Il fait ses études au Collège d'Eton.
Il est sous-lieutenant dans les Coldstream Guards. Il est nommé lieutenant adjoint (DL) du Grand Londres en 1996. Il préside le Chelsea Football Club de 1981 à 1982 et est également gouverneur de la Culford School dans le Suffolk. Il possède des fabricants de meubles rembourrés haut de gamme basés dans le Bedfordshire, Peter Guild Ltd, (maintenant basé à Long Eaton) pendant une période des années 1990.
Dans le classement Sunday Times Rich List 2009 des personnes les plus riches du Royaume-Uni, sa famille est classée 14e avec une fortune estimée à 2 milliards de livres sterling et est le deuxième pair britannique le plus riche derrière le duc de Westminster. La richesse de la famille Cadogan est basée sur Cadogan Estates, qui gère de vastes propriétés foncières à Chelsea, un quartier riche de Londres, notamment une grande partie de Sloane Street et Cadogan Hall.
Il reçoit la Croix de l'Armée du Salut de l'Ordre du Service Auxiliaire Distingué en 1970 (pour service exceptionnel rendu à l'Armée par des non-Salutistes) et est fait Chevalier Commandeur de l'Ordre de l'Empire britannique (KBE) dans les Honneurs d'anniversaire de la reine 2012 (pour les services de bienfaisance).

## Mariages et enfants
Le 6 juin 1963, Charles Cadogan épouse Philippa Wallop (1937-1984), fille de Gerard Wallop, 9e comte de Portsmouth, et a deux fils et une fille:
- Lady Anna-Karina Cadogan (née le 4 février 1964)
- Edward Charles Cadogan, 9e comte de Cadogan (né le 10 mai 1966)
- William John Cadogan (né le 9 novembre 1973)

Il se remarie à l'experte en étiquette Jennifer Rae (marié en 1989, divorcé en 1994).
Il se remarie avec Dorothy Ann Shipsey (mariée en 1994), anciennement infirmière en chef à l'hôpital King Edward VII pour officiers.
Son fils vit dans le domaine familial de Snaigow en Écosse et fait ses études au St David's College, Llandudno, puis sert avec la RAF pendant la première guerre du Golfe.